# آزادراه ام۵۷

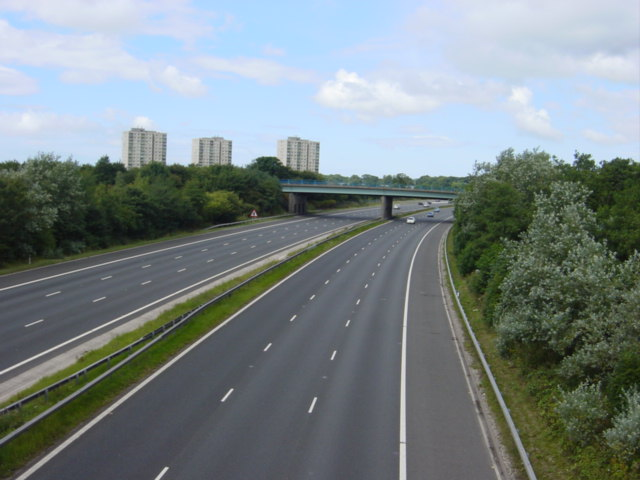
آزادراه ام۵۷

آزادراه‌ ام۵۷ (به انگلیسی: M57 motorway) یک آزادراه در کشور انگلستان است.
این آزادراه که از شهر هایتون شروع میشود، ۲۲.۵ کیلومتر (۱۴ مایل) مسافت دارد و از شهرهای مهمی مانند لیورپول عبور میکند.